# Joseph-Guy-Louis-Hercule-Dominique de Tulle de Villefranche
Joseph-Guy-Louis-Hercule-Dominique de Tulle, marquis de Villefranche (25 septembre 1768, château de Looze - 31 octobre 1847, château de Looze) est un général et homme politique français.

## Famille
Il est un membre de la famille de Tulle de Villefranche, d'extraction chevaleresque, citée en 1187, avec  filiation sur preuves à partir de 1382. Originaire du Piémont, fixée dans le Comtat Venaissin, la famille de Tulle de Villefranche a donné un pair de France (1823), quatre évêques (Apt, Orange, Lavaur), un ambassadeur en Pologne (1645), un nonce du Saint-Siège, un Bailli grand-croix de l'ordre de Malte (1787), douze chevaliers de Malte, etc.

## Biographie
Entré à l'École militaire en 1781, capitaine aux carabiniers de Monsieur et officier d'état-major du général comte de Narbonne-Fritzlar en 1790, il émigre en 1791 et sert à l'armée des princes. Il rentre en France avec les Bourbons, devient maréchal de camp en 1815, et inspecteur général des gardes nationales du département de l'Yonne.
Élu, le 4 octobre 1816, député du grand collège de l'Yonne et réélu le 1er octobre 1821. Il prend place à droite, vote contre la responsabilité des ministres, approuve la motion du comte Mac-Carthy sur la vente des biens du clergé, et se prononce pour les lois d'exception et pour le nouveau système électoral. Il est aussi rapporteur de la commission des forêts, se plaint de leur destruction, et demande que l'on rétablisse l'ancienne administration forestière.
Nommé pair de France le 23 décembre 1823, il siège dans la majorité royaliste, et quitte la Chambre haute à la révolution de Juillet 1830, pour ne pas prêter serment au gouvernement de Louis-Philippe.
Il est maire de Looze, président du collège électoral de Joigny de 1816 à 1823 et du Conseil général de l'Yonne de 1822 à 1824.